# Cratere Carter
Carter  è un cratere sulla superficie di Venere. Deve il suo nome alla cantante statunitense Maybelle Carter.